# 満倉靖恵
満倉 靖恵（みつくら やすえ）は、日本の電子工学者。医学研究者。慶應義塾大学理工学部システムデザイン工学科教授、慶應義塾大学医学部精神神経科学教室兼担教授、電通サイエンスジャム取締役CTO。感性アナライザの開発者。工学と医学の博士を持つ。オールラウンド所属。

## 人物・経歴
奈良県出身。島根県松江市育ち。2001年徳島大学大学院博士後期課程短縮修了、博士（工学）。慶應義塾大学医学系研究科　博士（医学）。
1999年徳島大学工学部知能情報工学科助手。2001年岡山大学情報教育コース専任講師。2005年東京農工大学大学院助教授、東京大学大学院医学系研究科客員。
2011年慶應義塾大学理工学部システムデザイン工学科准教授。2013年電通サイエンスジャム株式会社取締役最高技術責任者兼任。2018年慶應義塾大学理工学部システムデザイン工学科教授。2019年慶應義塾大学医学部兼担教授。
2025年2月15日放送の、報道番組『情報7daysニュースキャスター』（TBS系）において、就職氷河期世代が一生苦労し続ける様子を紹介した特集の放映中、ワイプの中で、歯を見せて爆笑する様子が放送され、物議を醸した。

## 受賞
- 電気学会優秀論文発表賞 2007[6]
- 電気学会優秀論文発表賞 2010[6]
- 情報処理学会中国支部優秀論文発表賞 2010[6]
- 電気学会電子・情報・システム部門大会奨励賞 2010[6]
- FAN2010 ベストプレゼンテーション賞 2010[6]
- 信号処理学会論文賞 2011[6]
- Best Paper Award in Multimedia and Systems 2011[6]
- 電気学会優秀論文発表賞 2012[6]
- 守田科学技術賞 2014[6]